# پادشاه همه بیماری‌ها
کتاب پادشاه همهٔ بیماری‌ها: زندگینامه‌ای در وصف سرطان، نوشتهٔ سیدارتا موکرجی، پزشک و سرطان‌شناس هندی-آمریکایی در سال ۲۰۱۰ از سوی انتشارات اسکریبنر به چاپ رسید و در سال ۲۰۱۱ برنده جایزه پولیتزر در بخش آثار غیرداستانی عام شد. هیئت داوران آن را «پژوهشی برازنده» نامید که «همزمان هم بالینی و هم شخصی است.»

## مندرجات
موکرجی در پادشاه همه بیماری‌ها تجربه‌های خود به عنوان کارآموز تخصص خون‌شناسی/سرطان‌شناسی در مؤسسه سرطان دینا فاربر و بیمارستان عمومی ماساچوست را با تاریخ درمان و پژوهش سرطان پیوند می‌زند. او تاریخ سرطان را از زمانی که برای نخستین‌بار از سوی یک پزشک مصری به نام ایمهوتپ در ۴۶۰۰ سال پیش شناسایی شد بازگو می‌کند. یونانیان باستان تصوری از سلول نداشتند. اما به دلیل آشنایی با علم هیدرولیک، آن را به فیزیولوژی انسان بسط دادند. به باور آنان، اخلاط مایعاتی بودند که تعادل مناسب آن‌ها مسئول سلامتی و ناخوشی بود.
بر پایه پادشاه همه بیماری‌ها سرطان برای نزدیک به ۲۰۰۰ سال تا سال ۴۴۰ (پیش از میلاد) در خاموشی بود. تا آن هنگام که هرودوت، مورخ یونانی داستان آتوسا ملکهٔ ایرانی و دختر کورش بزرگ را بیان می‌کند که متوجه توده‌ای در پستان خود می‌شود و برده‌ای یونانی به نام دموسدس آن را خارج می‌کند. گفته شده‌است که عمل جراحی تا مدتی موفقیت‌آمیز بوده‌است.
در سده ۱۹ (میلادی) روش‌های جراحی برای مقابله با تومورها پیشرفت کردند. ویلیام استوارت هالستد روشی تهاجمی و بدریخت‌کن را برای سرطان پستان ابداع کرد که طی آن نه تنها سلول‌های سرطانی موجود را خارج می‌کرد بلکه مکان‌هایی را که ممکن بود سلول‌های سرطانی به آن‌ها گسترش یابند برمی‌داشت.
لوسمی (سرطان خون) برای نخستین‌بار از سوی رودلف ویرشو دیده شد و فرانتس ارنست نویمان محل آسیب‌شناسی آن را مغز استخوان معرفی کرد. سلول‌های سرطان خون به آنزیم احیاء دی هیدروفولات وابسته هستند. سیدنی فاربر از مولکول‌هایی که از سوی یلاپراگادا سوبارو تهیه شده بودند برای متوقف کردن این آنزیم و از بین بردن سلول‌های سرطان خون سود برد و بهبودی‌های موقتی را برای بیماران خود به وجود آورد.
پادشاه همه بیماری‌ها آخرین پیشرفت‌ها و درمان‌ها مانند جراحی و مشکلات آن (مانند بیهوشی و عفونت)، شیمی‌درمانی، پرتودرمانی و درمان‌های هدفمند را با دقت شرح می‌دهد.
کتاب پادشاه همه بیماری‌ها برای مخاطب عام نوشته شده‌است. در این کتاب، پدیده سرطان، عوامل سرطان‌زا، معاینه بالینی، درمان، پیشگیری از سرطان، پیش‌آگهی و بسیاری مباحث مرتبط با سرطان و تاریخ سرطان به زبان ساده و در عین حال دقیق و مستند شرح داده می‌شود.

## توضیح نویسنده
موکرجی پادشاه همه بیماری‌ها را در پاسخ به درخواست یک بیمار نوشته است که می‌گفت «می‌خواهم به جنگ بروم، اما باید بدانم که با چه چیزی می‌جنگم». موکرجی می‌گوید که دو عامل تأثیرگذار برای این کتاب، و گروه به نواختن ادامه داد نوشته رندی شیلتز، و ساخت بمب اتمی نوشته ریچارد رودِز بودند. اما لحظهٔ تعیین‌کننده برای وی زمانی بود که کتاب خود را یک زندگینامه تصور کرد.

## جوایز
پادشاه همه بیماری‌ها از سوی مجلهٔ تایم به عنوان یکی از یکصد اثر تأثیرگذار طی صد سال گذشته و از سوی مجلهٔ نیویورک تایمز به عنوان یکی از صد کتاب برتر غیرداستانی نام برده شده‌است.

## برگردان فارسی
کتاب «The Emperor of All Maladies» با عنوان «پادشاه همۀ امراض» توسط دکتر محمد دیلمقانی زاده ترجمه شده و توسط انتشارات سالکان در سال 1396 منتشر شده است.
پادشاه همه بیماری‌ها از سوی گروه مترجمین، امیررضا عارف، مهدی روحانی، هادی توکلی‌نیا، حسین فریبرزی، ساره زیدآبادی، علی امین‌منصور و نگار شاهرضا، برگردان شده و با عنوان سرطان، امپراتور بیماری‌ها از سوی انتشارات خانه زیست‌شناسی در اردیبهشت ۱۳۹۴ به چاپ رسیده‌است.